# El Choro (Oruro)
El Choro ist eine Ortschaft im Departamento Oruro im Hochland des südamerikanischen Anden-Staates Bolivien.

## Lage im Nahraum
El Choro ist zentraler Ort des Municipios El Choro in der Provinz Cercado und liegt auf einer Höhe von 3704 m im Flusstal des Río Desaguadero, der östlich der Ortschaft vom Uru-Uru-See zum Poopó-See fließt.

## Geographie
El Choro liegt am östlichen Rand des bolivianischen Altiplano vor der Cordillera Azanaques, die ein Teil der Gebirgskette der Cordillera Central ist. Das Klima ist ein typisches Tageszeitenklima, bei dem die mittleren Temperaturschwankungen im Tagesverlauf stärker ausfallen als im Jahresverlauf.
Die Jahresdurchschnittstemperatur der Region liegt bei etwa 8 °C (siehe Klimadiagramm Poopó) und schwankt zwischen 3 °C im Juni und Juli und 11 °C von November bis März. Der Jahresniederschlag beträgt etwa 350 mm, bei einer ausgeprägten Trockenzeit von April bis Oktober mit Monatsniederschlägen unter 10 mm, und nennenswerten Niederschlägen nur von Dezember bis März mit 50 bis 90 mm Monatsniederschlag.

## Verkehrsnetz
El Choro liegt in einer Entfernung von 61 Straßenkilometern südlich von Oruro, der Hauptstadt des Departamentos.
Von Oruro aus führt die 279 Kilometer lange Nationalstraße Ruta 12 in südwestlicher Richtung über Challacollo, Toledo, Huachacalla und Sabaya nach Pisiga an der chilenischen Grenze. Vier Kilometer südwestlich von Challacollo überquert die Ruta 12 den Río Desaguadero. Direkt hinter der Straßenbrücke zweigt eine befestigte Landstraße nach Südosten ab, die nach 34 Kilometern die Ortschaft El Choro erreicht.

## Bevölkerung
Die Einwohnerzahl der Ortschaft ist in den vergangenen beiden Jahrzehnten geringfügig zurückgegangen:
| Jahr | Einwohner | Quelle       |
| ---- | --------- | ------------ |
| 1992 | 227       | Volkszählung |
| 2001 | 461       | Volkszählung |
| 2012 | 185       | Volkszählung |
| 2024 |           | Volkszählung |

Die Region weist einen hohen Anteil an Quechua-Bevölkerung auf, im Municipio El Choro sprechen 83,1 Prozent der Bevölkerung Quechua.